# NGC 1880
NGC 1880 (również ESO 56-EN82) – mgławica emisyjna znajdująca się w gwiazdozbiorze Złotej Ryby. Należy do Wielkiego Obłoku Magellana. Odkrył ją James Dunlop w 1826 roku; niezależnie odkrył ją John Herschel 17 stycznia 1838 roku.